# Коло (Ајова)
Коло (енгл. Colo) град је у америчкој савезној држави Ајова. По попису становништва из 2010. у њему је живело 876 становника.

## Демографија
Према попису становништва из 2010. у граду је живело 876 становника, што је 8 (0,9%) становника више него 2000. године.
| Група             | 2000.       | 2010.       |
| Белци             | 846 (97,5%) | 859 (98,1%) |
| Афроамериканци    | 8 (0,9%)    | 3 (0,3%)    |
| Азијати           | 4 (0,5%)    | 0 (0,0%)    |
| Хиспаноамериканци | 2 (0,2%)    | 8 (0,9%)    |
| Укупно            | 868         | 876         |